# Universale Economica Feltrinelli dal 801 al 900

## Dal n. 801 al n. 900
- I 100 precedenti: Universale Economica Feltrinelli dal 701 al 800

| Universale Economica Feltrinelli |              | |                                                                                                |
|                                  |              | |                                                                                                |
|                                  | Sezione      | Titolo | Autore                                                                                         |
| 801                              | Saggi        | Storia dell'Italia moderna, vol. VI: Lo sviluppo del capitalismo e del movimento operaio 1871-1896                                                                             | Giorgio Candeloro                                                                              |
| 802                              | Saggi        | Storia dell'Italia moderna, vol. VII: La crisi di fine secolo e l'età giolittiana 1896-1914                                                                                    | Giorgio Candeloro                                                                              |
| 803                              | Saggi        | Storia dell'Italia moderna, vol. VIII: La prima guerra mondiale, il dopoguerra, l'avvento del fascismo 1914-1922                                                               | Giorgio Candeloro                                                                              |
| 804                              | Saggi        | Storia dell'Italia moderna, vol. IX: Il fascismo e le sue guerre 1922-1939 | Giorgio Candeloro                                                                              |
| 805                              | Saggi        | Storia dell'Italia moderna, vol. X: La seconda guerra mondiale, il crollo del fascismo, la Resistenza 1939-1945                                                                | Giorgio Candeloro                                                                              |
| 806                              | Saggi        | Storia dell'Italia moderna, vol. XI: La fondazione della Repubblica e la ricostruzione 1945-1950 e Considerazioni finali                                                       | Giorgio Candeloro                                                                              |
| 807                              | Saggi        | Benito Mussolini: soggettività e pratica di una dittatura | Giovanni De Luna                                                                               |
| 808                              | Saggi        | L'analisi economica dei comunisti italiani durante il fascismo: antologia di scritti                                                                                           | Giulio Sapelli                                                                                 |
| 809                              | Narrativa    | Addio alla casa gialla | Saul Bellow                                                                                    |
| 810                              | Teatro       | Sovrapposizioni: Riccardo III di Carmelo Bene e Un manifesto di meno di Gilles Deleuze                                                                                         |                                                                                                |
| 811                              | Saggi        | Materia e energia: antologia di testi | Angelo Baracca e Arcangelo Rossi (a cura di)                                                   |
| 812                              | Poesia       | Pietre, ripetizioni, sbarre: poesie 1968-1969, a cura di Nicola Crocetti, prefazione di Louis Aragon                                                                           | Ghiannis Ritsos                                                                                |
| 813                              | Varia        | L'importante è non vincere: diario politico-satirico 1977 (caricature), presentazione di Stefano Benni                                                                         | Vincino                                                                                        |
| 814                              | Saggi        | Addio, fiorito asil: il melodramma italiano da Boito al verismo | Rubens Tedeschi                                                                                |
| 815                              | Narrativa    | Capricci del destino | Karen Blixen                                                                                   |
| 816                              | Narrativa    | Storie di ordinaria follia | Charles Bukowski                                                                               |
| 817                              | Saggi        | La guerra d'Abissinia 1935-1941 | Angelo Del Boca                                                                                |
| 818                              | Teatro       | Brendan Behan: ragazzo del Borstal | Brendan Behan                                                                                  |
| 819                              | Narrativa    | Lenz | Peter Schneider                                                                                |
| 820                              | Vite Narrate | La breve estate dell'anarchia. Vita e morte di Buenaventura Durruti | Hans Magnus Enzensberger                                                                       |
| 821                              | Narrativa    | Kyra Kyralina | Panait Istrati                                                                                 |
| 822                              | Narrativa    | Tempo di silenzio | Luis Martín-Santos                                                                             |
| 823                              | Narrativa    | I quaderni del dottor Čechov: appunti di vita e letteratura | Anton Čechov                                                                                   |
| 824                              | Saggi        | Prose polemiche: dal primo al secondo dopoguerra, a cura di Giovanni Falaschi                                                                                                  | Luigi Russo                                                                                    |
| 825                              | Saggi        | Scalarini: vita e disegni del grande caricaturista politico | Mario De Micheli                                                                               |
| 826                              | Poesia       | Poesie, a cura di Enzio Cetrangolo | Gaio Valerio Catullo                                                                           |
| 827                              | Saggi        | Storia della filosofia orientale, vol. I | Sarvepalli Radhakrishnan (a cura di)                                                           |
| 828                              | Saggi        | Storia della filosofia orientale, vol. II | Sarvepalli Radhakrishnan (a cura di)                                                           |
| 829                              | Poesia       | La poesia surrealista francese, introduzione di Arturo Schwarz | Benjamin Péret                                                                                 |
| 830                              | Saggi        | Informale Oggetto Comportamento. La ricerca artistica, vol. I | Renato Barilli                                                                                 |
| 831                              | Saggi        | Informale Oggetto Comportamento. La ricerca artistica, voil. II | Renato Barilli                                                                                 |
| 832                              | Saggi        | L'energia dell'umano, preceduto da Il corpo ignoto di Alberto Melucci | Jean Ambrosi                                                                                   |
| 833                              | Saggi        | Natura, scienza, tecnica, vol. I: I componenti della vita, l'evoluzione, le piante                                                                                             | Sonya Larkin e Louise Bernbaum (a cura di)                                                     |
| 834                              | Saggi        | Natura, scienza, tecnica, vol. II: Gli invertebrati, gli insetti, i pesci, gli anfibi, i rettili, gli uccelli                                                                  | Sonya Larkin e Louise Bernbaum (a cura di)                                                     |
| 835                              | Saggi        | Natura, scienza, tecnica, vol. III: I mammiferi, le comunità naturali, l'uomo                                                                                                  | Sonya Larkin e Louise Bernbaum (a cura di)                                                     |
| 836                              | Saggi        | Natura, scienza, tecnica, vol. IV: La Terra e il cosmo; misure, numeri, calcoli; moti e forze                                                                                  | Sonya Larkin e Louise Bernbaum (a cura di)                                                     |
| 837                              | Saggi        | Natura, scienza, tecnica, vol. V: L'energia, il calore e la termodinamica, la luce e il suono                                                                                  | Sonya Larkin e Louise Bernbaum (a cura di)                                                     |
| 838                              | Saggi        | Natura, scienza, tecnica, vol. VI: L'elettricità e l'elettronica, la fisica nucleare, la chimica                                                                               | Sonya Larkin e Louise Bernbaum (a cura di)                                                     |
| 839                              | Saggi        | Lista nera a Hollywood: la caccia alle streghe negli anni cinquanta | Giuliana Muscio                                                                                |
| 840                              | Saggi        | Fascismo e piccola borghesia: crisi economica, cultura e dittatura in Italia 1923-1925                                                                                         | Franco Catalano                                                                                |
| 841                              | Vite Narrate | Jean Vigo: vita e opere del grande regista anarchico | Paulo Emilio Sales Gomes                                                                       |
| 842                              | Saggi        | L'atto sessuale nell'uomo e nella donna | William H. Masters e Virginia E. Johnson                                                       |
| 843                              | Narrativa    | La vittima | Saul Bellow                                                                                    |
| 844                              | Varia        | L'esame di italiano: lingua, letteratura, metodologia, a cura di Carlo Muscetta                                                                                                | Raffaele Giampietro e altri                                                                    |
| 845                              | Poesia       | Canzoniere, commento di Giacomo Leopardi, con il Saggio sopra la poesia del Petrarca di Ugo Foscolo, a cura di Ugo Dotti                                                       | Francesco Petrarca                                                                             |
| 846                              | Narrativa    | Mogano - Oltre le foreste - Greco-tramontana - La luna non si spense e altri racconti e romanzi brevi, a cura di Maria Olsoufieva                                              | Boris Pil'njak                                                                                 |
| 847                              | Saggi        | La città del sole e Scelta d'alcune poesie filosofiche, a cura di Adriano Seroni                                                                                               | Tommaso Campanella                                                                             |
| 848                              | Cinema       | Nel corso del tempo, a cura di Giovanni Spagnoletti, presentazione di Peter Handke                                                                                             | Wim Wenders                                                                                    |
| 849                              | Narrativa    | Quaderni d'appunti, trad. di Elsa Morante | Katherine Mansfield                                                                            |
| 850                              | Cinema       | L'uomo di marmo, a cura di Stefano Rulli | Andrzej Wajda, Aleksander Scibor-Rylski                                                        |
| 851                              | Saggi        | Il politico: antologia di testi, 2 voll.: Da Machiavelli a Cromwell | Mario Tronti (a cura di)                                                                       |
| 852                              | Saggi        | Il politico: antologia di testi, 2 voll.: Da Hobbes a Smith | Mario Tronti (a cura di)                                                                       |
| 853                              | Saggi        | La città conquistata. Pietroburgo 1919 | Victor Serge                                                                                   |
| 854                              | Memoria      | I bambini di Terezín: poesie e disegni dal lager 1942-1944 | Mario De Micheli (a cura di)                                                                   |
| 855                              | Narrativa    | Le tre ghinee | Virginia Woolf                                                                                 |
| 856                              | Narrativa    | Il re degli Schnorrer, a cura di Eugenio Levi | Israel Zangwill                                                                                |
| 857                              | Poesia       | Poesie, a cura di Pietro Zveteremich | Marina Ivanovna Cvetaeva                                                                       |
| 858                              | Narrativa    | La resa dei conti e altri racconti e romanzi brevi | Tibor Déry                                                                                     |
| 859                              | Documenti    | Cowboy: antologia di scritti e documenti dell'epoca dei grandi tratturi del West                                                                                               | Ramon F. Adams (a cura di)                                                                     |
| 860                              | Saggi        | Il Principe, a cura di Ugo Dotti, con uno scritto di Georg Wilhelm Friedrich Hegel                                                                                             | Niccolò Machiavelli                                                                            |
| 861                              | Narrativa    | L'insidia di Andromeda: romanzo di fantascienza | Fred Hoyle e John Elliot                                                                       |
| 862                              | Saggi        | Teoria e pratiche della critica d'arte (atti del Convegno di Montecatini, maggio 1978)                                                                                         | Egidio Mucci e Pier Luigi Tazzi (a cura di)                                                    |
| 863                              | Vite Narrate | La signora canta il blues | Billie Holiday                                                                                 |
| 864                              | Saggi        | Natura e misura: Il fiume del tempo, a cura di David Fishlock | Timothy Johnson                                                                                |
| 865                              | Saggi        | Natura e misura: Le dimensioni delle cose, a cura di David Fishlock | Fred Wheeler                                                                                   |
| 866                              | Saggi        | Natura e misura: Materia e massa, a cura di David Fishlock | Paul Roberson                                                                                  |
| 867                              | Saggi        | Natura e misura: La temperatura, a cura di David Fishlock | David Fishlock                                                                                 |
| 868                              | Saggi        | Natura e misura: La pressione, a cura di David Fishlock | Paul Roberson                                                                                  |
| 869                              | Saggi        | Natura e misura: La carica elettrica, a cura di David Fishlock | David Evans                                                                                    |
| 870                              | Saggi        | Parlare italiano | Leo Pestelli                                                                                   |
| 871                              | Memoria      | Cronache della mia vita | Igor' Fëdorovič Stravinskij                                                                    |
| 872                              | Documenti    | Chiedo la parola: testimonianza di Domitilla, una donna delle miniere boliviane                                                                                                | Moema Viezzer (a cura di)                                                                      |
| 873                              | Documenti    | Ratio atque institutio studiorum Societatis Jesu. L'ordinamento scolastico dei collegi dei Gesuiti                                                                             | Mario Salomone (a cura di)                                                                     |
| 874                              | Saggi        | La ragione del più forte: trattare o maltrattare i malati di mente? | Bernard de Fréminville                                                                         |
| 875                              | Narrativa    | Due racconti, a cura di Gianlorenzo Pacini | Leonid Nikolaevič Andreev                                                                      |
| 876                              | Saggi        | I figli di Boris: l'opera russa da Glinka a Stravinskij | Rubens Tedeschi                                                                                |
| 877                              | Saggi        | Essere uomo, essere donna. Uno studio sull'identità di genere | John Money, Patricia Tucker                                                                    |
| 878                              | Narrativa    | I racconti di Mamma Oca: le favole di Perrault seguite da favole di Madame d'Aulnoy e di Madame Leprince de Beaumont, trad. di Carlo Collodi, introduzione di Bruno Bettelheim | Fernando Tempesti (a cura di)                                                                  |
| 879                              | Varia        | Nei labirinti della fantascienza: guida critica | Silvano Barbesti, Piero Fiorili, Giuliano Spagnul (e altri del collettivo "Un'ambigua utopia") |
| 880                              | Saggi        | Zitti e buoni!: tecniche del controllo, azione di Franca Ongaro Basaglia | Ugo Guarino                                                                                    |
| 881                              | Cinema       | L'enigma di Kaspar Hauser, a cura di Sandro Petraglia, prefazione di Alberto Barbera                                                                                           | Werner Herzog                                                                                  |
| 882                              | Poesia       | Poesia romena d'avanguardia: testi e manifesti da Urmuz a Ion Caraion | Marco Cugno, Marin Mincu (a cura di)                                                           |
| 883                              | Cinema       | Chiedo asilo, a cura di Maurizio Grande | Marco Ferreri                                                                                  |
| 884                              | Teatro       | Amleto, a cura di Alessandro Serpieri | William Shakespeare                                                                            |
| 885                              | Narrativa    | Un mondo di stranieri | Nadine Gordimer                                                                                |
| 886                              | Vite Narrate | Vita mia | Pietro Consagra                                                                                |
| 887                              | Vite Narrate | Fausto Coppi: la tragedia della gloria, con uno scritto di Giorgio Bocca | Jean Paul Olliver                                                                              |
| 888                              | Narrativa    | Tropico del Capricorno, prefazione di Guido Piovene | Henry Miller                                                                                   |
| 889                              | Narrativa    | Considerazioni inattuali | Maksim Gor'kij                                                                                 |
| 890                              | Saggi        | L'ansia nei bambini sani | Gisela Eberlein                                                                                |
| 891                              | Vite Narrate | Il re "buono" (Umberto I d'Italia) | Ugoberto Alfassio Grimaldi                                                                     |
| 892                              | Saggi        | Ginnastica per la donna che lavora | Lilian Rowen, Barbara Winkler                                                                  |
| 893                              | Poesia       | La rosa necessaria: poeti spagnoli contemporanei | Giovanna Calabrò (a cura di)                                                                   |
| 894                              | Narrativa    | Lettere e racconti | Vladimir Galaktionovič Korolenko                                                               |
| 895                              | Narrativa    | Il colpo di grazia e Alexis o il trattato della lotta vana | Marguerite Yourcenar                                                                           |
| 896                              | Cinema       | Salto nel vuoto, a cura di Alberto Barbera e Gianni Volpi | Marco Bellocchio                                                                               |
| 897                              | Saggi        | Miracolo all'italiana | Giorgio Bocca                                                                                  |
| 898                              | Narrativa    | Lettere alla madre | Sylvia Plath                                                                                   |
| 899                              | Narrativa    | Taccuino di un vecchio porco | Charles Bukowski                                                                               |
| 900                              | Narrativa    | Intrighi d'amore e altre storie, a cuda di Clara Sereni | Stendhal                                                                                       |

- I 100 successivi: Universale Economica Feltrinelli dal 901 al 1000